# Carex panormitana
Carex panormitana är en halvgräsart som beskrevs av Giovanni Gussone. Carex panormitana ingår i släktet starrar, och familjen halvgräs. IUCN kategoriserar arten globalt som livskraftig. Inga underarter finns listade i Catalogue of Life.